# Giuseppe Mattia Parisi
Giuseppe Mattia Parisi (29 settembre 1994) è un pentatleta italiano.

## Biografia
Ai mondiali di Il Cairo 2021 si è classificato 29º in finale.
Si è laureato campione continentale nella staffetta agli europei di Nižnij Novgorod 2021, con Roberto Micheli. Nella prova individuale si è classificato 11º e in quella a squadre 4º.
Ai mondiali di Alessandria d'Egitto 2022 ha ottenuto il 23º posto nell'individuale, a seguito dell'eliminazione in semifinale.
Agli europei di Székesfehérvár 2022 è stato eliminato in semifinale ed ha concluso 31º nell'individuale.

## Palmarès
- Europei

Nižnij Novgorod 2021: oro nella staffetta;